# Murdo MacLeod
Murdo Davidson MacLeod (ur. 24 sierpnia 1958 w Glasgow) – szkocki piłkarz i trener, grał na pozycji pomocnika.

## Kariera
MacLeod rozpoczynał karierę w klubie Dumbarton FC, skąd w 1978 roku przeniósł się do szkockiego giganta Celticu Glasgow. W ciągu 9 lat które spędził w klubie, wygrał pięciokrotnie ligę, zdobył dwa puchary Szkocji i jeden puchar ligi. Następnie przeniósł się do Niemiec, by występować w barwach Borussii Dortmund. Zagrał w 103 meczach Bundesligi, będąc podstawowym zawodnikiem drużyny prowadzonej przez Reinharda Seftiga a później przez Horsta Köppela. Ze składu wygryźli go dopiero do spółki Gerhard Poschner wraz z Thomasem Franckiem. Po pobycie w kontynentalnej części Europy powrócił do Szkocji, gdzie w barwach Hibernian zdobył drugi w swej karierze puchar ligi szkockiej. Pod koniec kariery wrócił do Dumbarton, gdzie był grającym trenerem. Doprowadził klub do awansu i w tym samym roku został trenerem Partick Thistle, gdzie zaliczył dwa słabe sezony zakończone relegacją w 1996 roku. W 1998 został asystentem trenera Wima Jansensa na stanowisku trenera Celticu, na którym to pracował przez kilkanaście miesięcy. 
Obecnie pisze do gazety Daily Record, jest także komentatorem BBC Scotland.

## Reprezentacja
Zagrał w 20 meczach reprezentacji Szkocji, grał w Mistrzostwach Świata w 1990 roku, gdzie jego drużyna odpadła po fazie grupowej.